# Unity (оболочка рабочего стола)
Unity — свободная оболочка для среды рабочего стола GNOME, разрабатываемая компанией Canonical для дистрибутива GNU/Linux Ubuntu. Проект был закрыт после того, как вышла последняя версия 14 мая 2016 года. Но затем разработка продолжилась в рамках проекта UBports. 27 февраля 2020 года UBports объявил о переименовании Unity 8 в Lomiri.
В мае 2020 года состоялся первый выпуск неофициальной версии Ubuntu — Ubuntu Unity, которая по умолчанию будет использовать Unity 7.

## История
Unity являлась средой по умолчанию в Ubuntu Netbook Edition версии 10.10. Она позволяет более эффективно использовать маленькие экраны нетбуков, благодаря, например, вертикальной панели для переключения между запущенными программами.
Изначально, в качестве оконного менеджера использовался Mutter, который затем был заменён на Compiz. Начиная с Ubuntu 11.04, Unity использовалась по умолчанию вместо классической оболочки GNOME. Все стандартные приложения по-прежнему разработаны GNOME, но не самые свежие.

Unity — оболочка рабочего стола для GNOME. Это не абсолютно новая среда рабочего стола. Оболочка рабочего стола — интерфейс, который вы видите. Unity будет использовать те же приложения и библиотеки GNOME, что используются сейчас. К примеру, GNOME shell — ещё одна оболочка для GNOME.
Оригинальный текст (англ.)Unity is a desktop shell for GNOME. This is not the same as a totally new desktop environment. A desktop shell is the interface that you use. Unity will still use the same GNOME apps and libraries that the current desktop does. GNOME shell is an example of another shell for GNOME.
— What is «Ubuntu Unity»? (англ.)

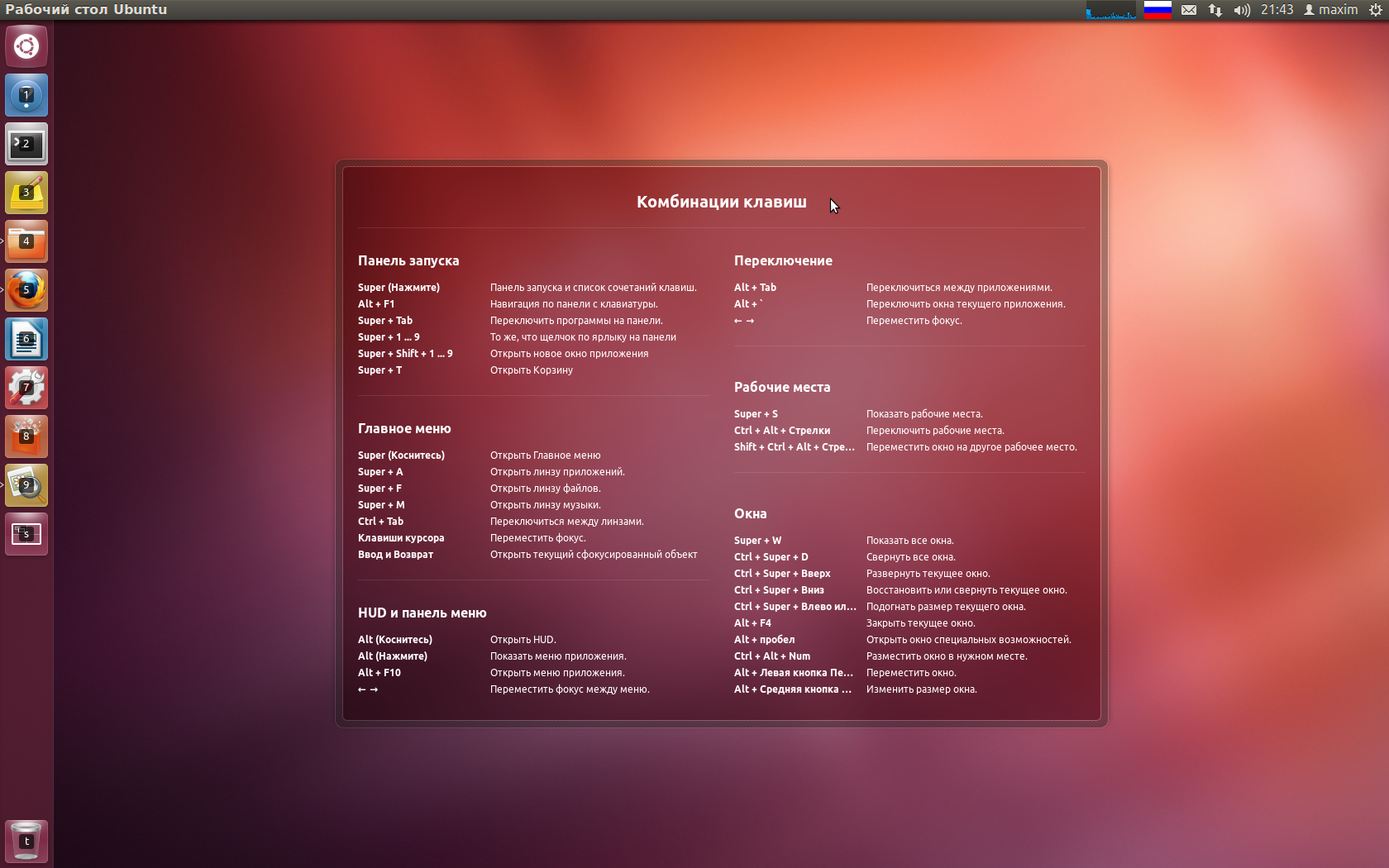
Комбинации клавиш Unity в Ubuntu 12.04 LTS

Вначале Марк Шаттлворт, Canonical планировал перенести Unity с оконной системы X на Mir — разработку Canonical. Он мотивировал это незрелостью, небезопасностью Wayland. В ответ один из разработчиков Wayland иронизирует над тем, что больше ни один дистрибутив Linux пока не принял Unity, предполагая, что та же судьба может ожидать и новую разработку.
5 апреля 2017 года Марк Шаттлворт объявил о решении вернуть Ubuntu к поставке GNOME в качестве основной оболочки рабочего стола. Более того, заявлено о прекращении инвестирования в разработку оболочки Unity 8, редакций Ubuntu для смартфонов и планшетов, а также в развитие режима convergence, предоставляющего средства для перехода мобильных устройств в десктоп-режим. Выпуск Ubuntu 18.04 LTS будет иметь графическую оболочку, поэтому для возврата на GNOME, перед LTS-релизом, у разработчиков остаётся лишь один промежуточный выпуск (17.10).
В качестве приоритетных направлений заявлены облачные технологии и Интернет вещей (IoT). При этом Canonical не отказывается от работы по дальнейшему усовершенствованию редакции Ubuntu для рабочего стола, но уже на базе штатного окружения GNOME. Поддержка ранее выпущенных релизов на базе Unity будет продолжена, так же как будут выполнены все обязательства перед партнёрами, связанные с распространением решений для рабочего стола и мобильных устройств.
С переходом на GNOME Ubuntu также оставляет в прошлом дисплейный сервер Mir, так как GNOME рассчитан на работу поверх Wayland. Напомним, что изначально планировалось сделать Ubuntu 18.04 первым LTS-выпуском, предлагающим по умолчанию пользовательский сеанс на базе оболочки Unity 8 и дисплейного сервера Mir. На смену Ubuntu Phone (Touch) готовилась платформа Ubuntu Personal, которая использует для поставки приложений технологию Snap вместо применяемых в Ubuntu Phone пакетов в формате Click). Большие ставки делались на проект Convergence, развивающий адаптивное окружение для мобильных устройств, которое при подключении к монитору, предоставляет полноценный рабочий стол и превращает смартфон в портативную рабочую станцию.
По словам Шаттлворта, он рассчитывал на то, что, будучи перспективными и свободными, идеи по развитию комбинированного рабочего стола на базе Unity будут оценены как сообществом, так и представителями индустрии, не довольными имеющимися закрытыми альтернативами. Но он ошибся в обоих направлениях. Сообщество расценило проект как фрагментацию, а не инновацию. А представители индустрии не воспользовались возможностью и посчитали, что «известная беда лучше ожидаемой неизвестности», или инвестировали в создание своих аналогов технологии Convergence. Unity 8 получился отличным продуктом, но судьба разработки находится в руках рынка и сообщества, которые определяют, остаться ему на плаву или исчезнуть.
С февраля 2018 разработка Unity 8 продолжилась проектом UBports.
7 февраля 2020 года UBports объявил о переименовании Unity 8 в Lomiri.
В мае 2020 года состоялся первый выпуск неофициальной версии Ubuntu — Ubuntu Unity, которая по умолчанию будет использовать Unity 7.

## Unity 2D
В релизе Ubuntu 11.10 появился специально упрощённый вариант оболочки — Unity 2D — для обеспечения нормальной работы пользователей с устаревшими видеокартами. Наряду с этим, решено исключить из состава дистрибутива классическую оболочку GNOME, которая присутствует в Ubuntu 11.04. Также возможна установка пакета с Unity 2D в Ubuntu 11.04.
Unity 2D был написан как плагин для Compiz, и использовал инструмент на базе OpenGL, названный Nux.
Unity 2D написана на C++ с использованием библиотеки Qt. Конкретно, Unity 2D лишь заменяет главную панель, панель запуска и главное меню, и использует те же бэкэнд-компоненты.
В Ubuntu 12.10, 2D-версия стала недоступна. В репозиторий был загружен пустой пакет с Unity 2D, инсталляция которого при обновлении удаляет уже установленную версию. Поэтому поставить Unity 2D из репозитория в Ubuntu 12.10 больше нельзя.
Удаление Unity 2D не означает, что разработчики Ubuntu отказываются от запуска дистрибутива на устаревших системах.
Вместо этого пользователям будет представлена Unity 3D, запущенная с помощью специального видеодрайвера llvmpipe.
В Ubuntu 12.04, работающей с данной десктоп-оболочкой, поддержка Unity 2D по-прежнему осуществлялась в течение всего жизненного цикла дистрибутива до апреля 2017 года.

## Основные элементы интерфейса
Панель запуска (Launcher)Позволяет запускать закреплённые на ней приложения, и переключаться между уже запущенными.
Верхняя панельПанель, содержащая глобальное меню, системные индикаторы и индикаторы приложений.
Главное меню (Dash)Меню, в котором можно воспользоваться поиском как по локальным (установленные приложения, файлы и папки, музыка), так и по удалённым (доступные для установки приложения, видео на YouTube).
Глобальное меню (Global Menu)Отображает заголовок и, при наведении, для приложений, развёрнутых на весь экран, также отображаются кнопки управления окном.
Линзы главного меню (Dash Lens) (старое название — Places)Вкладка главного меню, с помощью которой можно искать в отдельной категории:
- Поиск приложений;
- Поиск файлов и папок;
- Поиск видео;
- Поиск музыкальных композиций;
- Поиск фотографий;
- Поиск в социальных сетях.

Производить поиск можно как и на вкладке линзы, так и с главного экрана главного меню через глобальный поиск. Каждая линза должна иметь одну или несколько сфер, которые, по сути, являются поисковыми движками, их графическое представление — группы. Пример линзы содержащей несколько сфер — Приложения (Установленные и доступные в Центре приложений Ubuntu) и Музыка (локальная и музыка в интернет магазинах).
Индикаторы (Application Indicators)Отображают меню сеанса, время и дату, область уведомлений в правом верхнем меню экрана. Меню сеанса также используется для изменения статуса в IM и запуска Центра управления.

## Критика
Unity подверглась значительной критике в начале своего существования, из-за того что включённая в поставку с Ubuntu 11.04 версия была очень сыра и изобиловала ошибками.
Комитет по техническому развитию Ubuntu (Ubuntu Tech Board) утвердил на состоявшемся в марте 2013 года совещании придание сборке Ubuntu с десктоп-окружением GNOME статуса официального ответвления от Ubuntu. Изначально сборка Ubuntu с десктоп-окружением GNOME 3 была представлена летом прошлого года и распространялась под именем Gnomebuntu, но имела статус неофициального ответвления, развиваемого энтузиастами вне инфраструктуры Ubuntu.

### Передача персональной информации
В версии Unity, использовавшейся в дистрибутиве Ubuntu 12.10 (выпущен Canonical), были добавлены предложения от магазинов (т. н. «shopping lens»). По состоянию на октябрь 2012 года, все поисковые запросы от пользователя посылались по незащищённому соединению на сайт productsearch.ubuntu.com, который затем пересылал запрос в интернет-магазин Amazon.com для поиска релевантных товаров (позже были добавлены ebay и другие сайты). Amazon предоставлял изображение продукта, которое отсылалось напрямую пользователю по соединению HTTP (протокол изменён в сентябре 2013 года). Если пользователь переходил на сайт продавца и делал покупку, компания Canonical получала небольшую комиссию от сделки.
Подобный механизм был подвергнут критике: поисковое поле рассматривается в первую очередь как средство поиска данных на собственном компьютере. Пересылка на внешние сервера поисковых запросов имеет сомнительную ценность для пользователя и может создать проблемы с безопасностью персональных данных. Подобная функциональность включена по умолчанию, вместо того, чтобы использоваться только после получения информированного согласия (opt-in). Многие пользователи не знают о подобном поведении и не отключают его.
23 сентября 2012 Марк Шаттлворт заявил о ценности такого поиска, объяснив, что «Home Lens» в Dash в будущем позволят находить что угодно и где угодно, и подключение к поиску магазинов является естественным шагом в развитии функции. Также он сказал, что анонимность сохраняется за счёт пересылки запросов через сервера Canonical. 
29 октября 2012 года EFF выступила с критикой встроенного поиска по магазинам. Организация рекомендовала разработчикам Ubuntu запрашивать согласие пользователя перед включением функциональности и сделать настройки приватности более подробными.
В декабре 2012, Ричард Столлман заявил что Ubuntu содержит шпионские функции (spyware) и не должна использоваться людьми, поддерживающими свободное программное обеспечение.
Альтернативные версии Ubuntu, такие как Kubuntu, Xubuntu, Lubuntu и некоторые другие не содержат подобной поисковой функциональности.
С сентября 2013 года используется анонимизированный протокол для пересылки изображений из магазина на компьютер пользователя.
В условия использования Dash было добавлено разъяснение о передаче пользовательских данных третьим лицам. Оно гласит, что до тех пор, пока пользователь не отключит функцию, его поисковые запросы и IP-адрес отправляются на сервер productsearch.ubuntu.com и некоторым выбранным третьим сторонам для получения поисковых результатов из сети Интернет. Страница Third Party Privacy Policies Архивная копия от 9 февраля 2013 на Wayback Machine приводит список всех возможных получателей информации (поисковых запросов и IP-адресов) и поясняет, что обработка данных регулируется собственными политиками каждой из компаний.
С апреля 2016 с выпуском Ubuntu 16.04 LTS передача данных третьим лицам отключена по умолчанию.